# Státní hranice Maďarska

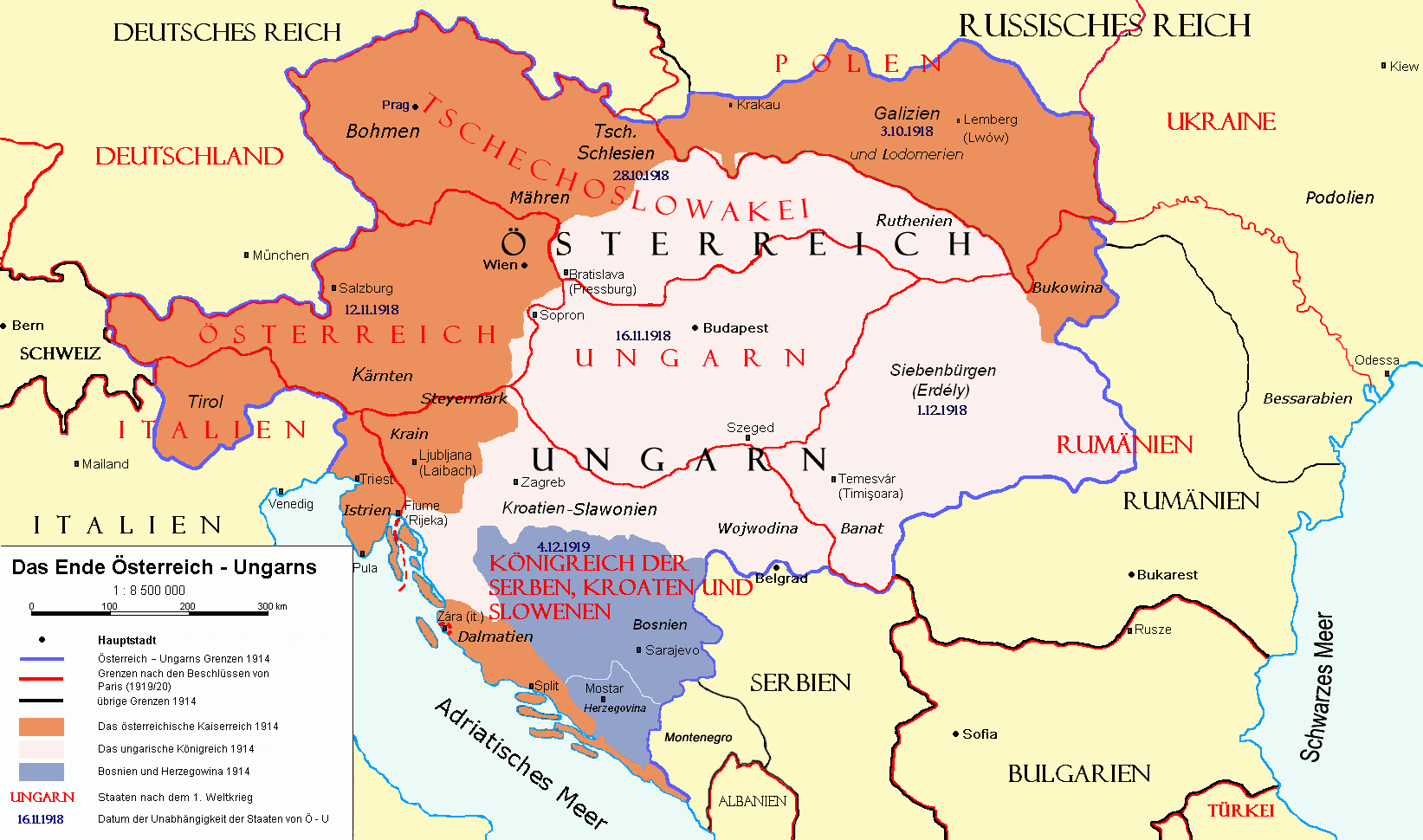
Rozpad Rakouska-Uherska: světle šedě je označeno Zalitavsko, hranice nástupnických států červeně.

Státní hranice Maďarska je 2 171 km dlouhá uzavřená vnitrozemská linie vymezující Maďarsko vůči jeho sedmi sousedům: Slovensku, Ukrajině, Rumunsku, Srbsku, Chorvatsku, Slovinsku a Rakousku. Z větší části je umělá, jen částečně je vedena po řekách (Dráva, Dunaj, Ipeľ, Tisa). Nejdelší hranici má Maďarsko se Slovenskem a nejkratší se Slovinskem a Ukrajinou. Hranice s Ukrajinou a Srbskem je zároveň hranicí NATO, Evropské unie a Schengenského prostoru.

## Historie
Současné státní hranice Maďarska ustavila po první světové válce Trianonská mírová smlouva, podepsaná 4. června 1920. Prakticky v celém rozsahu se jednalo o zcela novou hranici, historicky do té doby existovala pouze část hranice na Drávě, která ale byla vnitrostátní mezi vlastním Maďarskem (Uherskem) a Chorvatsko-slavonským královstvím. Nová hranice vesměs nedodržovala ani hranice dosavadních vyšších správních celků (žup).
Celá hranice Maďarska byla vytyčena na dosavadním uherském území, neboť Uhersku do roku 1918 patřilo celé dnešní Slovensko (s výjimkou osady U Sabotů a včetně částí Oravy a Spiše, které nyní náleží Polsku), celá Podkarpatská Rus, Sedmihradsko, většina srbské Vojvodiny a severní část Bělehradu (předpolí na levém břehu Dunaje), dnešní rakouská spolková země Burgenland, části Chorvatska (Mezimuří a Baranja) a slovinské Zámuří. V širším smyslu mu náležel i zbytek Vojvodiny (Srem, Zemun) a území Chorvatska bez Istrie, Dalmácie a kvarnerských ostrovů.
Trianonskou smlouvou ztratilo Uhersko plné dvě třetiny (přesně 67,05 %) svého území, které byly připojeny k okolním státům (Rumunsko, Československo, Království SHS a Rakouská republika). To se týkalo i území obydlených převážně Maďary, zejména slovenské, rumunské a srbské příhraničí nebo vnitrozemí Sedmihradska (Sikulsko). Hranice byla sice stanovena zhruba na národnostním principu, ale byl zohledněn také strategický a přírodní aspekt (řeky, železnice), většinou v maďarský neprospěch. Těsně za hranicí tak např. zůstala převahou maďarská města jako Subotica nebo Velký Varadín.
První a druhou vídeňskou arbitráží byly trianonské hranice výrazně revidovány, došlo ke značnému rozšíření maďarského území na úkor Slovenska, Rumunska a Jugoslávie. Po skončení druhé světové války byl vrácen původní stav, navíc roku 1947 bylo ještě Maďarsku odebráno několik obcí na jižním předpolí Bratislavy (Jarovce, Rusovce, Čunovo). Od té doby je maďarská státní hranice stabilizovaná. Sentiment po ztracených územích a iredentistické hnutí jsou však v Maďarsku stále poměrně živé a silné, což ovlivňuje vnitřní i zahraniční politiku a komplikuje vztahy se sousedními státy.

## Současnost
Dnes Maďarsko hraničí s těmito státy:
- Slovensko (sever) – 677 km
- Ukrajina (severovýchod) – 103 km
- Rumunsko (východ) – 443 km
- Srbsko (jih) – 151 km
- Chorvatsko (jihozápad) – 329 km
- Slovinsko (západ) – 102 km
- Rakousko (severozápad) – 366 km

## Sousední státy v době Studené války
V letech 1949–1989 hraničila Maďarská lidová republika s těmito státy:
- Československo (sever) – 677 km
- Sovětský svaz (severovýchod) – 103 km
- Rumunská socialistická republika (východ) – 443 km
- SFRJ (jih a jihozápad) – 582 km
- Rakousko (západ) – 366 km